# Intrakutane Injektion

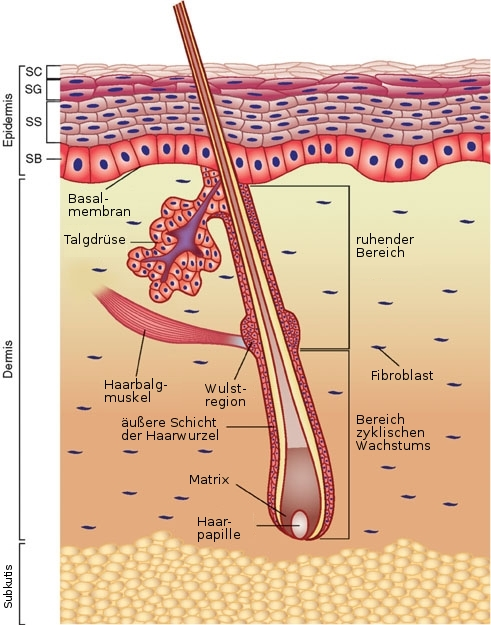
Anatomie der Haut. Die Haut besteht aus drei Schichten, beginnend mit der äußersten Schicht: der Epidermis, der Dermis, und der Subkutis. Die intrakutane, bzw. intradermale Injektion erfolgt in die Dermis.

Als Intrakutane Injektion (von lateinisch intra = ‚hinein‘, cutis = ‚Haut‘; inicere, einflößen Abkürzung: i. c.; auch intracutan geschrieben) oder intradermale Injektion bezeichnet man die Injektion eines flüssigen Arzneimittels in die Dermis (Lederhaut). Die Dermis befindet sich unter der Epidermis und über der Subcutis. Somit muss die intrakutane Injektion von der epikutanen und der subkutanen Injektion abgegrenzt werden.

## Indikation
Die intrakutane Injektion wird vor allem bei Allergietests und dem Tuberkulintest (Mendel-Mantoux-Test) angewendet, da sich in der Dermis mehr Abwehrzellen (vor allem Dendritische Zellen) befinden als im subkutanen und intramuskulären Bereich.
Sie ermöglicht die Behandlung der Hyperhidrose, bei der Botulinumtoxin intrakutan initiiert wird.
Die intrakutane Injektion wird auch zum Setzen einer Quaddel zur Infiltrationsanästhesie (erstmals durch Carl Ludwig Schleich mit Kokainlösung) sowie in der Neuraltherapie und Mesotherapie angewendet.

## Injektionstechnik
Nach dem Auftragen einer Desinfektionslösung und einer Einwirkzeit von mindestens 30 Sekunden wird mit einer feinen Kanüle fast parallel zur Hautoberfläche die Haut punktiert. Die Bildung einer Quaddel und die heller werdende Hautfarbe an der Injektionsstelle deuten auf eine korrekte intrakutane Injektion hin.
Bei der intrakutanen Impfung können Kanülen, aber auch Lanzetten, Impfpistolen oder nadelfreie Injektionen verwendet werden. Intrakutane Impfungen sind Gegenstand der Forschung, da sich in der Haut viele dendritische Zellen (genauer: Langerhans-Zellen) befinden, wodurch weniger Impfstoff eingesetzt werden müsste. Dies kann bei Impfstoffmangel von Vorteil sein. Untersucht wird diese Art der Impfung gegen Influenza, Tollwut oder Hepatitis B, bei denen 20 % bis 66 % der üblichen Dosis in die Haut appliziert wird.